# مس (III) اکسید
مس (III) اکسید یکی از ترکیبات اکسید مس است که از دو اتم مس و سه اتم اکسیژن تشکیل می‌شود و فرمول آن Cu2O3 است. این ترکیب، بالاترین ظرفیت مس در ترکیب با اکسیژن است.